# Koppers Holdings
Die Koppers Holdings ist ein US-amerikanisches Chemieunternehmen, das auf die deutsche Heinrich Koppers AG zurückgeht. 1988 wurde es von dem britischen Firmenjäger Brian Beazer übernommen und restrukturiert.
Koppers stellt Produkte aus Steinkohlenteer her. Dazu gehören Teeröl zur Imprägnierung von Bahnschwellen und Holzmasten sowie als Rohmaterial zur Rußherstellung, Pech als Bindemittel für Kohleelektroden, Naphthalin und Phthalsäureanhydrid. Außerdem werden Holzschutzmittel auf Kupferbasis hergestellt.

## Werke (Kohlechemie)
- Follansbee, West Virginia, USA
- Portland, Oregon, USA
- Stickney, Illinois, USA
- Newcastle (New South Wales), Australien
- Nyborg, Dänemark
- Tangshan-Jingtang, Hebei, China
- Pizhou, Jiangsu, China